# Stoïcisme

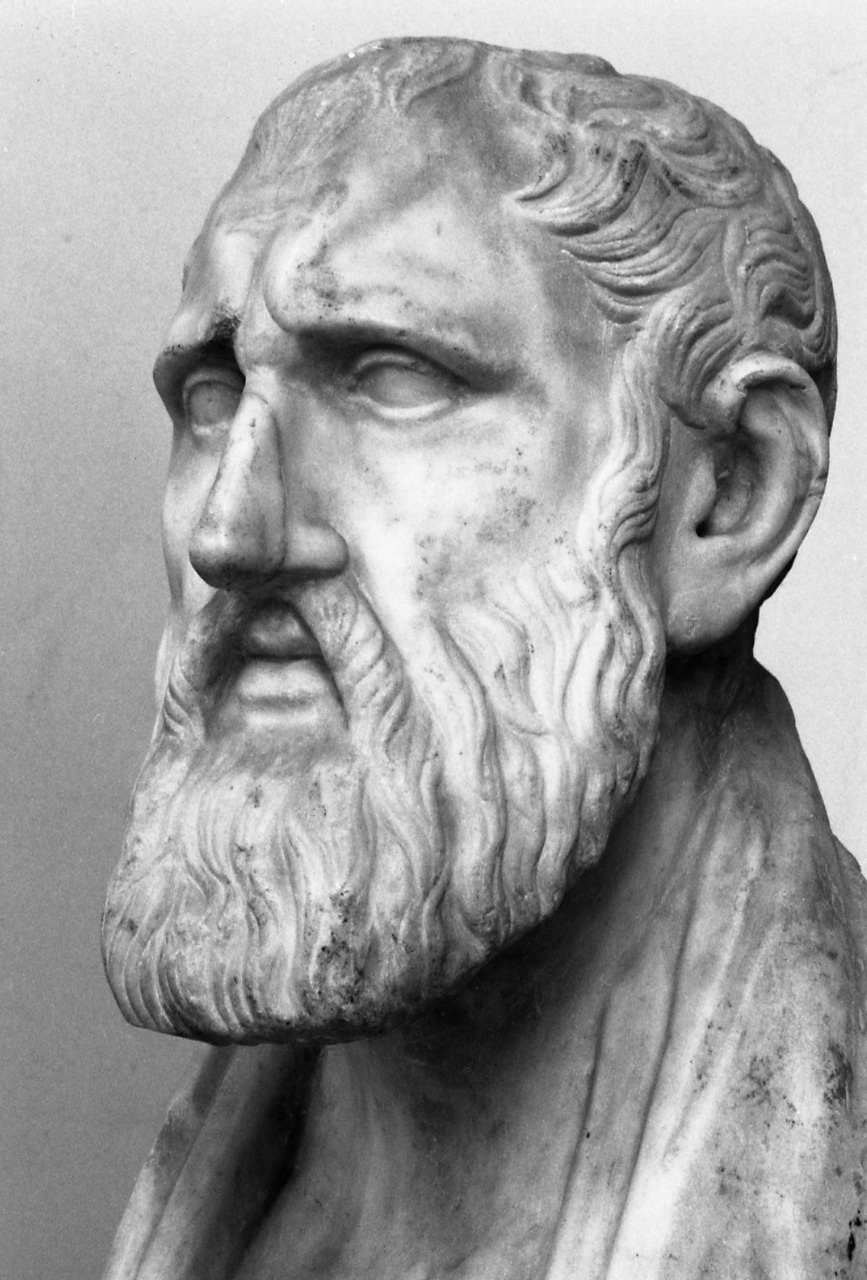
Buste de Zénon de Kition, le fondateur du stoïcisme.

Le stoïcisme est une école de philosophie hellénistique fondée par Zénon de Kition à la fin du IVe siècle avant notre ère à Athènes. Le stoïcisme est une philosophie de l'éthique personnelle influencée par son système logique et ses vues sur le monde naturel. Il prône l'acceptation sereine du destin, dans sa définition stoïcienne, et la maîtrise de soi, en s'efforçant de vivre en accord avec la nature et en se détachant des émotions perturbatrices.
Selon ses enseignements, en tant qu'êtres sociaux, la voie de l'eudémonisme (εὐδαιμονία / eudaimonía, « le bonheur, la prospérité ») pour les humains consiste à accepter le moment tel qu'il se présente, à ne pas se laisser contrôler par le désir du plaisir ni la peur de la douleur, à utiliser son esprit pour comprendre le monde et à faire sa part dans le plan de la nature, à œuvrer  avec les autres et à les traiter de manière juste et équitable.
Les stoïciens sont particulièrement connus pour leur enseignement moral, selon lequel « la vertu est le seul bien » pour les humains et les choses extérieures telles que la santé, la richesse et le plaisir ne sont ni bonnes ni mauvaises en soi (ἀδιάφορα / adiáphora), n'ayant de valeur qu'en tant que « matière sur laquelle la vertu peut agir ». Avec l'éthique aristotélicienne, la tradition stoïcienne constitue l'une des principales approches fondatrices de l'éthique occidentale de la vertu. Les stoïciens considèrent également que certaines émotions destructrices résultent d'erreurs de jugement, estimant que les gens doivent viser à maintenir une certaine volonté ou intention appelée prohairesis (προαίρησις / proaírêsis) qui soit « en accord avec la nature ». Ils pensent que la meilleure preuve de la qualité philosophique d'un individu est non pas ce qu'il dit, mais la manière dont il se comporte. Pour mener une vie bonne, il faut, pour les stoïciens, comprendre les règles de l'ordre naturel, car selon eux tout est enraciné dans la nature.
De nombreux stoïciens romains, tels Sénèque et Épictète, soulignent le fait que « la vertu suffisant pour le bonheur », un sage devrait être émotionnellement résistant au malheur. Cette croyance est à la base de ce que l'on appelle le « calme stoïcien », bien que cette expression n'inclue pas les conceptions d'« éthiques radicales », selon lesquelles seul un sage peut être considéré comme étant vraiment libre de toutes les corruptions morales comme également vicieuses.
Le stoïcisme s'épanouit dans la Grèce antique, puis la Grèce romaine et la Rome antique jusqu'au IIIe siècle apr. J.-C. Le dernier grand philosophe stoïcien de cette période est l'empereur romain Marc Aurèle. Si le stoïcisme se fait moins présent après que le christianisme fut devenu religion d'État, deux siècles plus tard, au IVe siècle, il connaît un regain d'intérêt notable à la Renaissance (néo-stoïcisme) et à l'époque contemporaine (stoïcisme moderne).

## Sources
Il ne nous reste que des fragments des textes des premiers stoïciens grecs (Zénon de Kition, Cléanthe d'Assos et Chrysippe de Soles), et les seules œuvres complètes de l'Antiquité que nous possédons sont celles de trois penseurs de l'époque impériale romaine : Sénèque, Épictète et Marc Aurèle. Cicéron se fait toutefois l'écho des débats de l'Époque hellénistique, lesquels nous renseignent assez bien sur le stoïcisme ancien. Les adversaires des stoïciens de cette époque (Plutarque, Sextus Empiricus) nous ont également laissé des témoignages relatifs à cette doctrine. Ce que nous pouvons savoir de la logique, de la physique et de l'éthique stoïciennes anciennes révèle des esprits puissants et originaux, qui ont marqué l'histoire occidentale jusqu'à nos jours.
Le stoïcisme constitue, avec l'épicurisme et le scepticisme, l'une des principales écoles philosophiques de l'époque hellénistique. Axées sur l'idée du bonheur personnel, ces philosophies présentent souvent celui-ci sous l'aspect religieux du salut. Si le stoïcisme originel doit beaucoup aux idées d'Héraclite d'Ephèse, l'épicurisme se tourna vers le présocratique Démocrite, lui empruntant sa théorie des atomes. Zénon de Kition ayant été l'élève du cynique Cratès de Thèbes, son stoïcisme conserva quelques traits du cynisme, tels que l'élévation de l'idéal  éthique, ainsi que le goût des allégories et de l'interprétation morale des mythes. Enfin, le stoïcisme reprend certains aspects de la pensée d'Aristote.

## Étymologie
Le stoïcisme est à l'origine connu sous le nom de « zénonisme », terme formé sur le nom du fondateur de celui-ci, Zénon de Kition. Cette appellation est toutefois rapidement abandonnée, probablement parce que les stoïciens ne considéraient pas leur fondateur comme parfaitement sage et pour éviter le risque que cette doctrine philosophique ne débouche sur un culte de la personnalité.
Le terme de « stoïcisme » vient du substantif grec Stoa (Poïkilè) (en grec ancien ἡ Ποικίλη Στοά / hê poikílê stoá), « le Portique des peintures » (litt. peint de diverses couleurs). Il s'agissait d'un portique ou galerie de colonnes décorées de grandes fresques dues à des peintres réputés, représentant des scènes de batailles illustrant les hauts faits de la guerre de Troie, des  Amazones, de la victoire de Marathon (490 av. J.-C.), se trouvant sur le côté nord de l'Agora d'Athènes. C'est là que Zénon et ses disciples se réunissaient pour leurs échanges d'idées,. Le stoïcisme est parfois appelé « la philosophie du Portique », ou « Stoa »,.
L'adjectif « stoïque » désigne communément un comportement traduisant une indifférence à la douleur, au plaisir, au chagrin ou à la joie. En français, c'est au XVIIe siècle que ce terme cessera de se rattacher à l'école philosophique, tandis qu'en anglais, il est utilisé pour la première fois comme nom en 1579, puis comme adjectif en 1596,.
Le sens actuel du mot « stoïque » s'explique par la hauteur et la rigidité de cette doctrine morale, fortement liée à la logique et à la physique stoïcienne. Le premier devoir de l'homme est d'extirper de son âme toutes les passions, qui font de lui un fou. Par elle seule la vertu suffit à procurer le bonheur. Il n'y a pas de degrés dans la vertu, de même qu'il n'y en a pas dans le vice : toute faute morale, même la plus anodine, est un crime contre la raison. Le sage seul est heureux et libre ; fût-il en fait esclave et dénué de tout, il est le roi du monde.

## Histoire

### Stoïcisme ancien

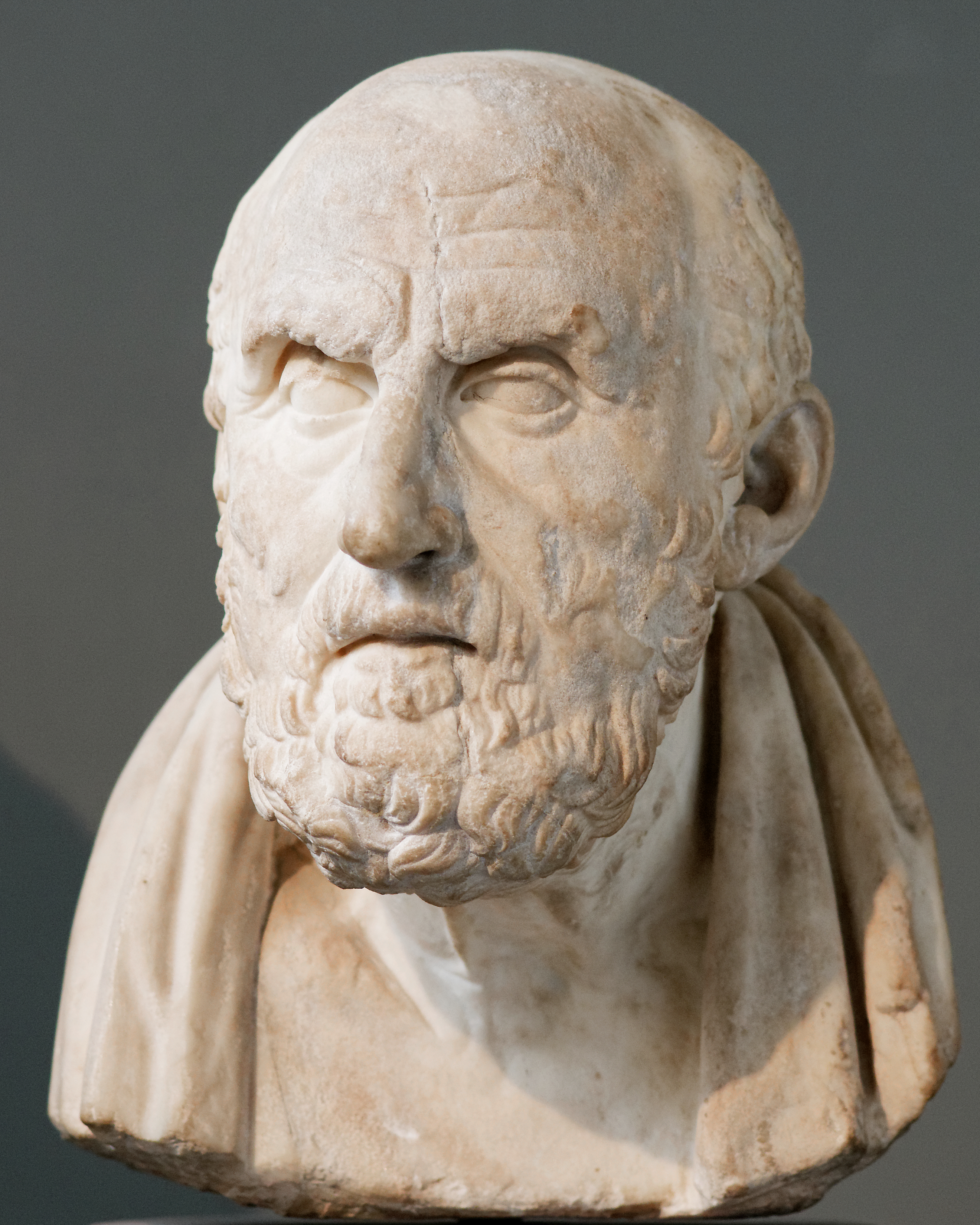
Buste de Chrysippe de Soles, deuxième scholarque de l'école stoïcienne d'Athènes. Il consacre une grande partie de sa vie à développer les fondements du stoïcisme.

À partir de 301 av. J.-C. environ, soit à la fin du IVe siècle av. J.-C., Zénon de Kition, qui a étudié la philosophie platonicienne (platonisme) à l'Académie de Platon et est l'élève du philosophe cynique Cratès de Thèbes, enseigne la philosophie sous la Stoa Poïkilè (Stoa Poecile) soit le Portique des peintures. Contrairement aux autres écoles philosophiques, comme l'épicurisme, il choisit d'enseigner sa doctrine dans l'espace public, sous la galerie de colonnade surplombant le lieu de rassemblement central d'Athènes qu'est l'Agora. Zénon est alors le premier à diviser la philosophie en trois disciplines : la logique, la physique, soit une certaine conception du monde, et l'éthique. Il définit également les principes fondateurs du stoïcisme, parmi lesquels il introduit le concept de sage comme modèle d'excellence humaine. Les idées de Zénon se développent à partir de celles des cyniques, dont le père fondateur, Antisthène, est un disciple de Socrate. Les origines socratiques du cynisme donnent une certaine reconnaissance au stoïcisme, bien que les adeptes de ce dernier finissent par se désolidariser du cynisme, notamment à cause de l'impudeur qu'il engage.
Le disciple le plus influent de Zénon est Cléanthe d'Assos (en Mysie), qui transforme le nom « zénonisme » en stoïcisme, fondant l'école stoïcienne. Il est connu pour son Hymne à Zeus, qui décrit de façon émouvante le respect stoïcien pour l'ordre cosmique, ainsi que la puissance de la raison et du droit universel. Chrysippe de Soles, en Cilicie, probablement le plus productif des premiers stoïciens, lui succède à la fin du IIIe siècle av. J.-C. Alors qu'il est scholarque de l'école stoïcienne, il consacre son temps au développement des thèmes de Zénon dans la logique, le physique et l'éthique. L'étude de son travail en logique propositionnelle, dans lequel il étudie des propositions non analysées jointes par des termes de liaison ou connecteurs, représente une contribution importante à l'histoire de la logique ancienne, est particulièrement pertinent la logique moderne. Pour l'aspect physique, Chrysippe tente de prouver que le destin et le libre arbitre ne sont pas des caractéristiques conceptuelles propres au stoïcisme, établissant des limites plus claires entre « le tout » et « l'univers ». Les travaux de Chrysippe définissent les bases du stoïcisme de façon si détaillée que celles-ci n'ont que peu évolué après sa mort.

### Stoïcisme moyen

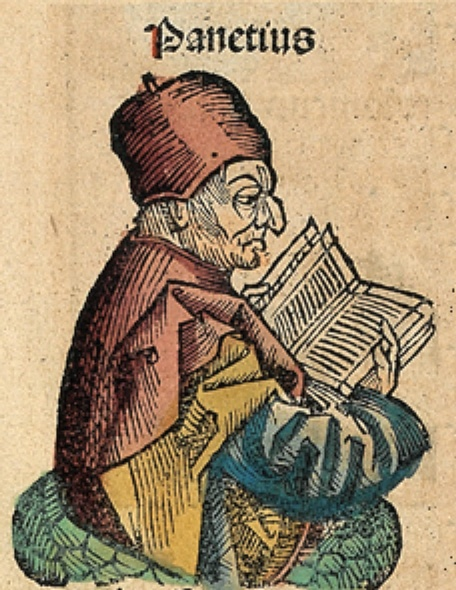
Dessin de Panétios de Rhodes dans La Chronique de Nuremberg.

Le stoïcisme atteint Rome au IIe siècle av. J.-C., lorsque Panétios de Rhodes y fonde une école philosophique. Celui-ci a étudié le stoïcisme à Athènes auprès de Diogène de Babylone et d'Antipatros de Tarse, respectivement troisième et quatrième scholarques de l'école stoïcienne d'Athènes. Panétios et son disciple Posidonios d'Apamée en Syrie sont opposés aux doctrines éthiques de Chrysippe, lesquelles, selon eux, se sont trop éloignées des racines platoniciennes et aristotéliciennes du stoïcisme. Posidonios est alors responsable de l'accent mis sur les aspects religieux et moraux de la doctrine. Cicéron, qui lui voue une grande estime, s'inspire de lui pour ses travaux, notamment dans son ouvrage intitulé De natura deorum, qui présente une vision du stoïcisme reflétant très probablement celle de Posidonios. Panétios s'intéresse principalement aux notions de devoir et d'obligation, qui ont  inspiré Cicéron pour l'élaboration de son De officiis. Contrairement aux autres représentants de l'école stoïcienne, Posidonios s'intéresse également à l'étude des phénomènes naturels et providentiels.
La popularité du stoïcisme à Rome est largement redevable à Panétios et à Posidonios. C'est précisément pour avoir infléchi leur doctrine vers des thèmes de philosophie morale et de sciences naturelles qu'ils séduisent les Romains, avec le tempérament desquels la rigidité morale stoïcienne a des affinités. Le stoïcisme devient alors une philosophie de l'individu, montrant qu'il est possible d'être stoïcien dans quelque situation que ce soit. Le droit, la « citoyenneté mondiale », la nature et les actions bienveillantes sont les principaux domaines d'intérêt du stoïcisme de cette époque.

### Stoïcisme tardif
Le stoïcisme tardif, appelé aussi « stoïcisme nouveau » ou « stoïcisme impérial », exerce une influence notable sur les milieux politiques de l'Empire romain. La doctrine stoïcienne de l'époque romaine est illustrée par les écrits de Sénèque, précepteur de Néron puis, avec Burrus, principal ministre du nouvel empereur. Épictète, un ancien esclave, qui suit à Rome les leçons du stoïcien Musonius Rufus, devient, une fois affranchi, maître de cette doctrine, qu'il se met à enseigner. Nous la connaissons par les Entretiens d'Arrien de Nicomédie, un de ses disciples, auteur également du Manuel d'Epictète. Enfin, l'empereur romain Marc Aurèle, qui écrit en grec ses Pensées pour moi-même, « apporte dans son livre intime et profondément sincère un ton très personnel, et la figure morale qui s'en dégage est des plus attachantes ». Toutes ces œuvres témoignent de la force et de la rivalité opposant stoïcisme et christianisme.
La popularité du stoïcisme au IIe siècle n'est pas connue avec précision, mais une grande partie de sa terminologie, ainsi que le titre de « sage » sont alors utilisés lors de débats et de discussions intellectuelles.

## Sagesse et philosophie
La philosophie stoïcienne est un tout cohérent : c'est une philosophie de la totalité qui se veut consciemment systématique, ce qui est l'un des traits caractéristiques des systèmes de pensées antiques. Cette doctrine procède à des divisions du discours philosophique. Ces divisions servent à l'exposé de la doctrine et à son enseignement. Il apparaît donc naturel de suivre ces divisions dans cet article.
Comme les autres philosophes hellénistiques, les stoïciens considèrent que la finalité de la philosophie est éthique : pour eux, il faut « vivre en accord avec la nature ».

### Définitions de la sagesse et de la philosophie
La sagesse (σοφία / sophía) est la connaissance scientifique des choses divines et humaines.
Selon la distinction de Sénèque, cette sagesse est le bien de l'esprit humain, parvenu à sa perfection, alors que la philosophie est l'amour de la sagesse et l'aspiration à celle-ci par la pratique et la théorie : « La philosophie tend là où l'autre est parvenue ». Elle est ainsi la pratique (ἄσκησις / áskesis) de l'art (τεχνή / technế ) de l'utile, qui est l'unité et le degré le plus élevé de la vertu.
La philosophie se divise en trois parties, suivant en cela la division des vertus à leur niveau générique : la vertu physique, la vertu éthique et la vertu logique.

### Divisions de la philosophie
Le discours philosophique se compose de trois parties : 
- la physique, qui est une recherche sur le monde et les objets qu'il contient ;
- l'éthique, qui concerne l'action ;
- la logique (ou dialectique), qui concerne le discours.

Chacune de ces parties se divise à son tour en plusieurs parties (ces divisions seront exposées dans les sections correspondantes). Cette division générale, selon Diogène Laërce, fut inventée par Zénon de Kition dans son traité Du discours, et fut reprise par Chrysippe de Soles, Diogène de Babylone et Posidonios. Il semble que Cléanthe se soit écarté de cette division : il en donne six, la dialectique, la rhétorique, l'éthique, la politique, la physique, la théologie.
Ces parties sont appelées des espèces, des genres (ou des genres de théorèmes), ou encore des lieux (τόποι / tópoi), suivant les philosophes. Pour décrire cette partition de la philosophie, les stoïciens recourent à plusieurs comparaisons, lesquelles reflètent des désaccords au sein de l'école :
- selon la première, c'est la physique qui constitue le centre :
  - la philosophie est comparable à un œuf : la logique est la coquille ; le blanc, l'éthique et la physique, le jaune ;

- selon trois autres, c'est l'éthique qui occupe la place principale :
  - la philosophie est un champ fertile : la terre est la physique ; les fruits, l'éthique ; et le mur qui l'entoure, la logique,
  - ils comparent enfin la philosophie à un être vivant, comparaison différant des précédentes pour souligner que les parties de la philosophie ne sont pas séparables ; ainsi, pour Posidonios : la physique est son sang et sa chair, la logique ses os et ses tendons, l'éthique, son âme[23],
  - enfin, pour Sénèque, l'éthique « forme le cœur » de la philosophie[24].

L'image de l'être vivant paraît suggérer que la logique n'est pas un instrument ni une partie accessoire, censée  seulement protéger l'essentiel : physique et/ou éthique. Elle n'est pas subordonnée à l'éthique ni à la physique, comme une partie l'est à son tout (ainsi la coquille sert le jaune, le mur sert le fruit en les protégeant tous deux). Elle est une partie première de la philosophie, et non une partie de partie.
Si nous suivons Posidonios et le témoignage d'Ammonios sur ce point, alors les trois parties sont à la fois distinctes, solidaires, et indissociables. Or, les textes ne sont pas clairs sur la question de savoir de quoi ces parties sont les parties : sont-ce les parties de « la philosophie », ou sont-ce les parties du « discours philosophique » seulement — étant donné qu'à côté du discours philosophique, il y a la vie philosophique ? Si l'on s'en tient à ce que rapporte Sénèque, de même que le cosmos est un, la philosophie est une, et indivise en elle-même. C'est ainsi qu'elle apparaît au sage. Mais pour le philosophe (l'apprenti-sage), qui ne peut pas encore en avoir une vue d'ensemble, il est bon de distinguer des parties. En ce cas, ces parties (logique, physique, éthique) seraient moins des parties de la philosophie que des parties de l'apprentissage philosophique.
Pour certains stoïciens, il n'y a pas de hiérarchie entre ces genres, aussi les enseignaient-ils ensemble, car ils sont mélangés ; d'autres en revanche commencent par la logique (Zénon de Kition, Chrysippe), par l'éthique (Diogène de Ptolémaïs) ou par la physique (Panétios de Rhodes, Posidonios d'Apamée).

### Les sciences, instruments du sage
Le sage cherche et connaît les causes des choses naturelles ; la science sera donc pour lui un auxiliaire. Mais, comme tout auxiliaire, elle ne fait pas partie de ce dont elle est aide et instrument (Sénèque, Lettres, 88, 25-28). La science n'est donc pas, pour le stoïcien, une partie de la sagesse. Que devra  connaître alors le sage ? Si l'on suit Sénèque, il connaîtra par exemple le système des corps célestes, leur pouvoir et leur nature ; mais le sage stoïcien s'occupe des principes généraux, non de l'accumulation des connaissances ni des questions de faits particuliers. En toutes choses, la philosophie ne demande donc rien à personne, mais donne les principes premiers aux autres sciences (aux mathématiques, par exemple) : les sciences spécialisées sont pour elle des moyens. La philosophie construit ainsi seule toute son œuvre.
En tant que science, la philosophie diffère également de l'habileté, des aptitudes que les stoïciens appellent « occupations » (ἐπιτηδεύματα / epitêdeúmata) : musique, belles-lettres, équitation, etc., et qu'ils caractérisent ainsi : « une méthode qui, par le moyen d'un art ou d'une partie d'un art, conduit au domaine de la vertu » (cf. Stobée, II, 67). Ces occupations ont une valeur instrumentale pour le sage, dont seul il possède l'habitus vertueux.

### Unité du système stoïcien
Selon le traité Du destin de Cicéron, la notion de fatum (destin) est commune aux trois parties de la philosophie, en ce sens qu'elle implique à la fois la physique (le destin est le principe de l'ordre cosmique), l'éthique (accord du destin avec la responsabilité morale) et la logique (problème des énoncés portant sur les futurs contingents). Le fatalisme est donc une notion fondamentale du stoïcisme :

« Conduisez-moi, Zeus et toi Destinée, vers où vous l'avez disposé pour moi. Car je suivrai sans faillir. Mais si je devenais méchant et si je ne le voulais pas, je ne suivrais pas moins. »

— Cléanthe, cité par Épictète, Manuel, fin

## L'ontologie stoïcienne

### Divisions de l'être
Le genre suprême de la métaphysique stoïcienne est appelé, selon Sénèque « quelque chose » ; mais, selon Sextus Empiricus, le genre suprême serait l'« existant ». Néanmoins, malgré cette divergence de vue, on admet généralement que les stoïciens divisent les choses en général en existants et en subsistants.
Est dit « quelque chose » tout ce qui, dans la nature, existe ou n'existe pas. Le quelque chose a pour contraire les «non-quelques-choses», i.e., selon les stoïciens, les universaux. Tous les existants sont des corps. Au genre des non existants appartiennent les incorporels et les choses qui sont dans l'esprit, formées faussement par la pensée, comme les centaures et les géants, et d'une manière générale tout ce qui fait impression sur la faculté directrice sans avoir de substance. Ces incorporels sont dits « subsistants » — car, par exemple, une fiction dans l'esprit n'a de réalité que dans la pensée. Ce dernier cas semble néanmoins montrer l'existence d'une division supplémentaire du quelque chose : ce qui n'est ni corporel ni incorporel. Les corporels seuls sont dits existants.
Les « quelques choses » sont donc des corps (existants) ou des incorporels (subsistants).
Les stoïciens distinguent quatre espèces de corporels : le substrat, le qualifié (de façon commune ou de façon particulière), le disposé, le disposé relativement (Simplicius de Cilicie, Sur les Catégories d'Aristote, 66).
Ils distinguent quatre espèces d'incorporels : le dicible, le vide, le lieu et le temps.
Si les existants sont des entités individuelles corporelles, qui appartiennent à la fois aux quatre genres du corporel, tout « quelque chose » est une entité individuelle : être quelque chose, c'est donc être une chose particulière, corporelle ou incorporelle. Ainsi « quelque chose » est soit subsistant soit existant ; l'existant se prédique seulement des corps, mais « quelque chose » est prédiqué aussi des incorporels.
Puisque, chez les stoïciens, l'existence est corporelle, et que ce qui agit sur un corps est un corps, l'action est la propriété des corps seuls : la vertu et le savoir sont ainsi des réalités corporelles. Cette ontologie pose quelques problèmes pour expliquer l'action causale d'un incorporel sur un corps.
On retrouve certains éléments de cette métaphysique au XIXe siècle chez  Alexius Meinong et Bertrand Russel.

#### Substrat
Dans son sens primordial, le substrat non qualifié est équivalent à la matière ; mais, comme dans la philosophie d'Aristote, il y a un sens dérivé, selon lequel une chose qualifiée peut avoir le statut d'un substrat ou de la matière par rapport à autre chose.
Le substrat (ou la substance) est la simple existence matérielle, non encore déterminée. Elle est une chose en tant que non qualifiée. Son existence en tant que substrat lui confère une existence pure et simple, sans qualités. La substance est la matière première, non qualifiée. Par exemple, pour une statue de bronze, le bronze est sa matière. Cela ne dit rien d’autre que son existence et ne lui donne pas d’identité.

#### Choses qualifiées
Le qualifié est une substance ayant certaines qualités : la prudence est une qualité, l'individu prudent est le qualifié.
Cela désigne pour un corps le fait d’être qualifié, ce qui permet de saisir l’identité de la chose. Cela fait que ce qui existe devient quelque chose de qualitativement déterminé. C'est ici que se joue l’individualité du corps, ce qui le distingue de tout autre corps. Tandis que le substrat, pour les stoïciens, peut être soumis à un changement permanent, ce ne peut être ce qui donne l'identité de l’individu. C'est donc la qualité qui détermine son identité.

#### Choses disposées d'une certaine manière en relation avec quelque chose
Ce genre contient les choses qui sont caractérisées par une relation extrinsèque. Disposition d'ailleurs incertaine.

### Les incorporels
Le premier incorporel concerne la sémantique et la logique (voir cette section plus bas) ; les trois autres la physique.

#### Le dicible (ou exprimable)
En grec, lekta. Les stoïciens distinguent les émissions vocales, la parole (λέξις / léxis) et le langage (λόγος / lógos). Les émissions vocales sont tous les bruits formés par la bouche ; la parole est une émission vocale articulée en phonèmes ; le langage est une émission vocale signifiante, par laquelle est exprimé un état de chose. Ce sont ces états de choses qui sont dits dicibles (Diogène Laërce, VII, 57). Ce dicible est défini : 

« […] ce qui subsiste en conformité avec une impression rationnelle […] »

— Sextus Empiricus, Contre les professeurs, VIII, 70
Il y a deux sortes de dicibles : les dicibles complets, et les dicibles incomplets (Diogène Laërce, VII, 63). Les dicibles complets sont les propositions et les syllogismes, dont l'expression linguistique est achevée ; ce sont ces dicibles qui sont aux fondements de la logique stoïcienne. Les dicibles incomplets sont inachevés (par exemple : il écrit).
L'impression rationnelle est une impression dont le contenu est exprimable par le langage. Les dicibles appréhendés par la pensée à la suite d'une impression sont seulement saisis par ceux qui comprennent le langage par lequel ils sont exprimés, alors que tout le monde peut entendre l'émission vocale, même sans saisir ce qui y est exprimé. Il y a donc une différence d'être entre le signifié et le signifiant. Le signifié dévoilé dans le langage par la pensée est donc incorporel, alors que l'émission vocale et ce qui porte le nom sont corporels. Dans la mesure où le dicible est un état de chose pensé, il définit la sphère du vrai et du faux : l'état de chose signifié et dicible est vrai ou faux.
Sénèque donne l'exemple suivant (Lettres, 117, 13) : la perception sensible me révèle que Caton est en train de marcher ; par des mouvements de la pensée, je peux énoncer que Caton est en train de marcher. Ainsi, alors que la perception sensible me révèle quelque chose de corporel, mon esprit donne son assentiment à une proposition (en latin Effatum, traduction du grec ἀξίωμα / axíôma). Sénèque souligne alors la différence fondamentale qui existe entre nommer ce corps et parler à son sujet.

#### Le vide
Le vide, selon les stoïciens, est ce qui, pouvant être occupé par un existant, n'est pas occupé (Sextus Empiricus, Contre les professeurs, X, 3 - 4). Selon Chrysippe (Stobée, I, 161, 8 - 26), le vide est infini. En effet, le rien n'est pas une limite, et n'a pas de limite ; il est donc un subsistant (c.-à-d. un incorporel) infini, qui reçoit une limite seulement s'il vient à être occupé.

#### Le lieu
Bien que le monde en lui-même soit dans un vide illimité, il est sans vide et forme un « tout continu » caractérisé par la « conspiration et la syntonie des choses célestes avec les choses terrestres » (Diogène Laërce, VII, 140). Dans ces limites, le lieu est un incorporel, sans être un vide, se définissant comme un intervalle toujours occupé par un corps ou par un autre. Un lieu est un théâtre toujours rempli, où des corps se succèdent ou se compénètrent. Ce que nous appelons aujourd'hui « espace » chez les stoïciens se caractérise non en soi, mais à partir des corps qui l'occupent ; en réalité ceux-ci le révèlent par leur seule présence, comme ce qui les tient et les diffère à la fois. L'espace stoïcien se dit de manière relative par rapport aux corps qui le constituent, tant en ce qu'ils sont en eux-mêmes que par la distance qu'ils engendrent dans leur proximité.

#### Le temps
Pour les stoïciens, le temps est une dimension ou un intervalle du mouvement, selon Zénon, et du mouvement du monde (selon Chrysippe). Le temps est « cette dimension du mouvement selon laquelle on parle de la mesure de la vitesse et de la lenteur ». Toutes les choses se meuvent et sont dans le temps, lequel est infini dans les deux directions, du passé et du futur. Mais le temps a deux sens : en un sens large, seul le présent est là, existe réellement pour ainsi dire, bien qu'il soit incorporel. Le passé et le futur sont alors des êtres subsistants, car ils ne sont pas là, ils ne sont pas présents. En un sens strict, aucun temps n'est complètement présent, car tout temps est sécable à l'infini.

### Tableau récapitulatif
| Quelque chose (en grec ti) |          |         |                      |             |             |             |             |
| Corps                      | Corps    | Corps   | Corps                | Incorporels | Incorporels | Incorporels | Incorporels |
| Substrat                   | Qualifié | Disposé | Disposé relativement | Dicible     | Vide        | Lieu        | Temps       |

## La logique
Note sur la formalisation des raisonnements : dans cette section, certains raisonnements des stoïciens sont formalisés à l'aide de symboles modernes ; on peut recommander au lecteur de lire l'article Calcul des propositions pour une introduction à cette logique.
| \| Sommaire de la section - La rhétorique - La dialectique - Les dicibles - Les propositions - Propositions simples - Propositions non simples - Raisonnement et démonstration \| | Certains stoïciens (Diogène Laërce, VII, 41) divisent la logique en deux parties : la dialectique et la rhétorique ; d'autres y ajoutent ce qui concerne les définitions et les critères. La rhétorique est la science du bien parler dans les discours. Elle se divise en trois parties : parlementaire, judiciaire et panégyrique, ou en invention, énonciation, plan et mise en scène. Ils divisent le discours rhétorique en préambule, narration, réplique aux adversaires, épilogue. Diogène Laërce (VII, 41-44) donne deux définitions stoïciennes de la dialectique : - la dialectique est la science de la discussion correcte dans les discours par questions et réponses ; - la dialectique est la science de ce qui est vrai, de ce qui est faux, et de ce qui n'est ni l'un ni l'autre. |
| Sommaire de la section - La rhétorique - La dialectique - Les dicibles - Les propositions - Propositions simples - Propositions non simples - Raisonnement et démonstration       | |

Elle se divise en deux lieux : les signifiés et les émissions vocales ; le lieu des signifiés se divise à son tour en impressions et en dicibles, dérivés des impressions (cette partie est exposée à partir de la section suivante). Le lieu des émissions vocales concerne l'articulation selon les lettres, distingue les parties du discours, traite des solécismes, des barbarismes, etc.

### Les dicibles
La notion de dicible est le fondement de la logique stoïcienne ; c'est un incorporel qui, en tant que tel, a été défini dans la section Le dicible de cet article.

### Les propositions
Chrysippe, dans ses Définitions dialectiques (cité par Diogène Laërce, VII, 65), définit la proposition comme « ce qui est vrai ou faux, ou un état de choses complet qui, pour autant qu'il est lui-même concerné, peut être asserté ».
Ainsi, pour que quelque chose soit vrai ou faux, il doit être un dicible, un dicible complet, un dicible complet qui est une proposition (Sextus Empiricus, Contre les professeurs, VIII, 74). Une proposition est ou vraie ou fausse ; une proposition qui n'est pas vraie est donc fausse (Cicéron, Du destin, 38). La contradictoire d'une proposition est une proposition qui l'excède d'une négation : « Il fait jour » « Non Il fait jour » (formalisable en : p ~p).
Une proposition vraie est ce qui est, et une proposition fausse est ce qui n'est pas (Sextus Empiricus, Contre les professeurs, VIII, 84) :

« Quelqu'un dit « il fait jour » semble proposer qu'il fait jour. Dès lors, s'il fait jour, la proposition avancée se révèle vraie, et sinon, elle se révèle fausse. »

— Diogène Laërce, VII, 65
La distinction la plus générale entre les propositions est celle qui sépare propositions simples et propositions non simples (Sextus Empiricus, Contre les professeurs, VIII, 93 - 98).

#### Les propositions simples
« Sont simples les propositions qui ne sont pas composées à partir d'une proposition unique énoncée deux fois ; par exemple, « il fait jour », « il fait nuit », « Socrate parle » […] » (Sextus Empiricus, Contre les professeurs, VIII, 93 - 98).
Les stoïciens distinguent trois types de propositions simples : les définies, les indéfinies, les intermédiaires :
- les propositions définies s'expriment par une référence ostensive. Exemple : « Celui-ci est assis » ;
- les propositions indéfinies ont pour sujet une particule indéfinie. Exemple : « Quelqu'un est assis » ;
- les propositions intermédiaires ne sont ni indéfinies (elles déterminent le sujet), ni définies (elles ne sont pas ostensives). Exemple : « Socrate marche ».

Les stoïciens discernent des rapports de dépendance quant à la vérité entre ces types de propositions : par exemple, si une proposition définie est vraie, la proposition indéfinie qui peut en être dérivée est également vraie. Exemple : « Celui-ci marche » est vraie ; donc « quelqu'un marche » est vraie.
Diogène Laërce donne les distinctions suivantes (VII, 69) : les propositions simples peuvent être négatives, négatives assertoriquement, privatives, assertoriques, démonstratives et indéfinies :
- une proposition simple négative est composée d'une négation et d'une proposition : « Non il fait jour » (~p). La double négative en est une espèce : « Non : Non : il fait jour » (~~p), qui revient à « Il fait jour » (p) ;
- une proposition simple négative assertoriquement est composée d'une particule négative et d'un prédicat : « Personne ne marche » ;
- une proposition privative est composée d'une particule négative et d'une proposition en puissance (Apollonios Dyscole, Traité des conjonctions) ;
- une proposition assertorique est composée d'un cas nominatif et d'un prédicat. Exemple : « Dion marche » ;
- une proposition démonstrative est composée d'un cas nominatif ostensif et d'un prédicat. Exemple : « Celui-ci marche » ;
- une proposition indéfinie est composée d'une ou plusieurs particules indéfinies et d'un prédicat. Exemple : « Quelqu'un marche ».

#### Les propositions non simples
| TYPE                          | Connecteur logique | Equivalent en logique contemporaine                           | Exemple                                |
| ----------------------------- | ------------------ | ------------------------------------------------------------- | -------------------------------------- |
| Proposition conditionnelle    | SI                 | {\displaystyle p\rightarrow q}                                | « S'il fait jour, il fait clair »      |
| Proposition subconditionnelle | PUISQUE            | {\displaystyle (p\rightarrow q)\wedge p}                      | « Puisqu'il fait jour, il fait clair » |
| Proposition conjonctive       | ET                 | {\displaystyle p\wedge q}                                     | « Il fait jour et il fait clair »      |
| Proposition disjonctive       | OU (exclusif)      | {\displaystyle (p\vee q)\wedge } ~{\displaystyle (p\wedge q)} | « Ou il fait jour, ou il fait nuit »   |

### Raisonnement et démonstration
Selon Diogène Laërce (VII, 76-81), les stoïciens appelleraient argument (en grec λόγος / lógos) ce qui est constitué par une ou plusieurs prémisses (en grec λῆμμα / lễmma), une prémisse additionnelle et une conclusion.
« S'il fait jour, il fait clair ; mais il fait jour ; donc il fait clair ». Règle appelée Modus ponens formalisable en : {\displaystyle (p\rightarrow q)\wedge p\vdash q}
Parmi les arguments, certains sont valables, d'autres non valables : 
- sont non valables ceux dont l'opposé de la conclusion n'est pas en contradiction avec la conjonction des prémisses ;
- il y a deux sortes de raisonnements valables :
  - ceux qui sont simplement valables ;
  - ceux qui sont syllogistiques : ceux-ci sont soit indémontrables, soit réductibles aux indémontrables.

#### L'implication
Les stoïciens confèrent un très grand rôle à l'implication (proposition conditionnelle) inventée par Diodore Cronos et son disciple Philon. En effet c'est  pour eux la forme logique de toute définition. Ainsi, affirmer :« L'homme est un animal rationnel mortel »… c'est affirmer :« Si quelque chose est un homme, alors cette chose est rationnelle et mortelle »
En d'autres termes, toute définition est une implication, c'est-à-dire une proposition conditionnelle (cf. Sextus Empiricus, Contre les Professeurs, XI, 8-11).

## La théorie de la connaissance

### Les impressions
La vérité et la certitude sont dans les perceptions les plus communes qu'il s'agit de systématiser. Ainsi la connaissance part-elle de la représentation, ou image (φαντασία / phantasía), impression d'un objet réel dans l'âme (comme le cachet dans la cire pour Zénon). C'est là un premier jugement sur les choses, auquel l'âme peut ou non donner son assentiment : si celle-ci est dans le vrai, elle a alors une compréhension, ou perception (κατάληψις / katálêpsis) de l'objet, qui est immédiate : une certitude des choses en tant que telles.
La sensation est donc distincte de l'image, puisqu'elle est un acte de l'esprit. Pour que la perception soit vraie, l'image doit être fidèle. L'image fidèle, en tant que critère de la vérité, est appelée représentation compréhensive. Elle est passive, mais capable de produire l'assentiment vrai et la perception.

### Les critères de la vérité
La science sera alors la perception solide et stable, inébranlable par la raison : solidité due à l'appui des certitudes entre elles, à leurs accords rationnels. Ainsi la perception sûre et totale est-elle la science systématique et rationnelle, système de perceptions acquises par l'expérience, visant à une fin particulière, utile à la vie. En dehors de ces réalités sensibles, il n'y a pas d'autres connaissances.
Pourtant, à côté des choses sensibles, il y a ce qu'on peut en dire. Ainsi la dialectique porte-t-elle sur les énoncés qui sont vrais ou faux, relatifs aux choses. Ces énoncés se disent sous la forme d'un sujet et d'un attribut exprimé par un verbe : « Socrate se promène ». C'est un jugement simple, qui exprime un rapport entre des faits, celui-ci s'exprimant par un jugement complexe : s'il fait clair, il fait jour. Il s'agit donc d'une liaison de fait entre un antécédent et un conséquent.

### Les critiques
La parrhésie (παρρησία / parrêsía) est une vertu dans la Grèce antique hellénistique ; ce mot de grec ancien, formé de πᾶν / pān, « tout », et de ῥῆμα / rhễma, « ce qui est dit », trouve ses origines dans les philosophies stoïcienne et épicurienne, doctrines prônant la nécessité de la liberté de parole entre amis.

## La physique

### Les principes de la physique stoïcienne
Selon Diogène Laërce, les stoïciens divisent la physique en général en trois domaines : le monde, les éléments, la recherche des causes. Mais l'étude de la nature est aussi divisée selon des lieux spécifiques : les corps, les principes, les éléments, les dieux, enfin, les limites, le lieu et le vide.

#### Le monde et la nature
Le monde, totalement dominé par la raison, a par conséquent à chaque instant la plénitude de sa perfection. On voit par là que l'activité de la raison est corporelle : seul existe ce qui a la capacité d'agir ou de pâtir — c'est-à-dire les corps. Or, la raison agit, donc elle est un corps. Ce qui subit la domination de la raison sera aussi un corps, la matière. Voilà les deux principes de la physique : l'un est la cause unique, l'autre reçoit cette causalité sans opposer de résistance. Ces deux corps s'unissent donc et forment le mélange total, expliquant l'action d'un souffle matériel (πνεῦμα / pneūma) traversant la matière pour l'animer.

#### Les éléments
Les Stoïciens reprennent l’idée selon laquelle toutes les créatures sont composées des quatre éléments, le feu, l’air, l’eau et la terre. Néanmoins, ils n’ont pas tous le même statut : seul le feu est un élément au sens plein, il est premier et sans mélange, tandis qu’il donne naissance aux trois autres au cours d’un cycle cosmique, selon une idée déjà présente chez Héraclite.
Le feu primitif est la manifestation directe du pouvoir actif du logos divin, à ce titre il est qualifié de « feu artiste/artisan ». Il donne ensuite naissance à l’air, à partir de celui-ci, l’eau se forme par condensation, enfin la terre se dépose au centre de l’univers. De cette façon, aux quatre éléments sont associés les quatre lieux emboîtés qui composent l’ordre du kosmos. Au terme d’une « grande année » le feu se met à assimiler progressivement les autres éléments jusqu’à l’embrasement universel (ἐκπύρωσις / ekpúrôsis).
Le feu et l’air sont des éléments actifs, tandis que l’eau et la terre se caractérisent par leur passivité. Cléanthe faisait de la chaleur vitale le pouvoir sustentateur de tous les êtres, par la suite, Chrysippe a proposé la théorie plus élaborée du pneuma qui combine le feu et l’air.

### Le cycle cosmique et l'éternel retour
L'ensemble du monde a un cycle : le feu, ou force active (Zeus), absorbe et réduit en lui-même toutes les choses. Tout recommence ensuite de manière identique, après la fin du monde dans une conflagration, l'apocatastase (ἀποκατάστασις / apokatástasis) ou palingénésie (παλιγγενεσία / palingenesía), où toutes choses sont rentrées dans la substance divine. Cette conflagration est une purification du monde : l'Âme du monde absorbe toute la matière en restaurant un état parfait par un changement conforme à la nature.
Du feu primitif, naissent les quatre éléments, tandis que le monde naît sous l'action d'un souffle divin. Ensuite, par la fragmentation du souffle, naissent les êtres individuels, qui forment le système du monde. C'est ce souffle qui fait l'unité du monde, le parcourant et en maintenant les parties. Ce souffle est une force, une pensée et une raison contenant tout et faisant que sous l'action de sa tension l'être existe. Ce souffle crée une sympathie entre toutes les parties du monde. Quant à la Terre, elle est au centre, pressée de tous côtés par l'air. Tout recommence de manière exactement pareille et sans fin. C'est l'éternel retour : « Les stoïciens prétendent que, lorsqu’après une certaine période de temps, les planètes reviennent toutes exactement, soit en longueur soit en hauteur, au même point du ciel où elles étaient au commencement du monde, il en résulte l'embrasement et la destruction de l'univers ; ensuite tout recommence de nouveau. Or, comme le cours des astres est exactement le même qu'auparavant, toutes les choses qui ont eu lieu dans la période précédente se passent encore de la même manière. Ainsi, il y aura de nouveau un Socrate, un Platon, et chacun des hommes ayant les mêmes amis et les mêmes concitoyens, qui  conseilleront les mêmes choses, s'entretiendront avec les mêmes personnes et traiteront les mêmes questions. Et la Cité tout entière, et le bourg et la campagne se renouvelleront pareillement… Il n'y aura rien d'étranger par rapport à ce qui s'était produit auparavant, mais toutes choses seront exactement pareilles, même jusque dans les détails les plus infimes… Et cette restauration ne se produira pas une fois, mais plusieurs fois ; ou plutôt toutes les choses seront restaurées éternellement ».

### La causalité et le destin
Tout ce qui arrive est conforme à la nature universelle, puisque tout agit suivant une cause totale, qui lie toutes les causes entre elles.
La théologie divise stoïciens et épicuriens. Les dieux existent chez les épicuriens : ils sont matériels et confinés dans des arrière-mondes, tandis que le stoïcisme est un panthéisme : l'ordre de la nature (c'est-à-dire celui d'une suite de causalités, un ordre de la nécessité) est identifié à l'action de ce que Marc Aurèle appelle Dieu, substance immanente au monde (Dieu est un corps).
C'est le fatum, le destin. Cela s'exprime par la métaphore du chien et du chariot. Un chien que tire un chariot est libre d'adopter la trajectoire du chariot ou de s'y opposer vainement. Il n'y a pas ici fatalisme mais liberté d'acquiescement ou non à l'ordre du monde. Le choix des représentations associées aux évènements dépend de nous, malgré le fait que l'ordre dans lequel  se déroulent ceux-ci est le fait de Dieu, de la volonté de la nature.
Ce qui dépend de nous, c'est l'atteinte de l'ataraxie (ἀταραξία / ataraxía), de l'absence de troubles et de passions, une tranquillité de l'âme, une paix intérieure, que les stoïciens assimilent au bonheur véritable, résidant dans la parfaite maîtrise de nos représentations (c'est-à-dire conforme à l'ordre naturel et divin) que le sage stoïcien acquiert au moyen de sa vertu première : la tempérance.
Ainsi la théologie et l'éthique stoïciennes appellent-elles l'homme à une prise de distance et à une certaine lucidité, qui a parfois donné lieu à des mésinterprétations, les uns argüant que l'éthique stoïcienne conduirait à une certaine inactivité, ainsi Hegel dans sa Phénoménologie de l'esprit : ce dernier en effet associe les stoïciens au concept de la belle âme (le stoïcien est pour Hegel une conscience capable de nier la représentation sans pour autant l'extérioriser . elle est donc isolée dans le solipsisme).
Sénèque toutefois, dans son De la constance du sage, met en garde contre ceux qui échappent au reproche d'inconstance (c'est-à-dire d'intempérance) par leur inactivité : si nous rompons tout lien social, notre conduite aura pour conséquence un désœuvrement absolu, qui sera suivi d'actions irréfléchies, comparables à l'agitation stérile d'un enfant ; le renoncement est un signe de faiblesse et de lâcheté, c'est une fuite de soi-même.

## L'éthique
| Sommaire de la section - Les fonctions propres - Le bien - La vertu - Les passions - Finalité de l'éthique - Le sage - La politique |

L'éthique stoïcienne est en accord avec cette physique.
Nous connaissons plusieurs divisions de l'éthique stoïcienne :

« [Ils] divisent la partie éthique de la philosophie en plusieurs lieux : de l'impulsion, des biens et des maux, des passions, de la vertu, de la fin, de la valeur première et des actions, des fonctions propres, de ce qu'il faut conseiller et ce qu'il faut déconseiller. »

— Diogène Laërce, VII, 84
Diogène indique que cette division n'appartient pas au stoïcisme le plus ancien (Zénon de Kition et Cléanthe, qui en ont traité, selon lui, de manière plus simple), mais à Chrysippe, à Apollodore, à Posidonios, etc. Sénèque nous enseigne une tripartition de l'éthique stoïcienne :

« […] vient en premier lieu la valeur que tu attribues à chaque chose, en second lieu l'impulsion, ordonnée et mesurée, que tu as pour les choses, en troisième lieu enfin, la réalisation d'une convenance entre ton impulsion et ton acte, de façon qu'en toutes ces occasions tu sois en accord avec toi-même. »

Épictète indique trois sujets de l'éthique (Entretiens, III, 2), se rapportant aux exercices auxquels on doit s'adonner pour devenir homme de bien :
- Les désirs et les aversions : ne pas manquer ce que l'on désire, ne pas tomber sur l'objet de l'aversion
- Les impulsions et les répulsions, c'est-à-dire ce qui concerne la fonction propre (agir avec ordre, raisonnablement et sans négligence)
- Éviter l'erreur et la précipitation, c'est-à-dire ce qui concerne l'assentiment.

### Les fonctions propres
L'expression fonction propre traduit le grec τὸ καθῆκον / tò kathễkon, qui signifie « ce qui est convenable », le « devoir » (officium en latin). Ce mot a été utilisé pour la première fois en ce sens par Zénon, vraisemblablement dans un ouvrage nommé De la fonction propre (Diogène Laërce, VII 107). Selon Diogène, ce terme est dérivé de κατά τινάς ἤκειν / katá tinás hḗkein, « convenir à certains » ; il définit la fonction propre comme une activité appropriée aux constitutions conformes à la nature (Ibid.). Cette notion est le fondement de l'éthique stoïcienne ; en effet, Archédème disait que la fin consiste à vivre en menant les fonctions propres à leur perfection.
Stobée (II, 85, 13 - 86) donne cette définition de la fonction propre :
« La conséquentialité dans la vie, quelque chose qui, une fois accompli, a une justification raisonnable. »
Les fonctions propres s'appliquent aux plantes, aux animaux comme aux hommes. Les stoïciens distinguent deux types de fonctions propres : celles qui sont parfaites et celles qui sont intermédiaires.
Cicéron, dans son Des termes extrêmes des biens et des maux (III), nous livre de cette notion une analyse détaillée de la bouche de Caton. Nous aimons les premiers objets qui sont appropriés par nature ; ainsi préférons-nous que les parties de notre corps soient bien disposées et entières plutôt qu'affaiblies et déformées. Nous savons donc de manière spontanée distinguer ce qui est conforme à la nature de ce qui lui est contraire : le premier penchant de l'homme le porte vers les choses qui sont conformes à la nature. De là cette distinction : ce qui a de la valeur est en accord avec la nature et, pour cette raison, est digne d'être sélectionné. Le contraire est dépourvu de valeur et doit être rejeté.
La première des fonctions propres est de nous conserver nous-mêmes. Ainsi notre corps se développe-t-il en appropriant ses propres facultés.

### Le bien
Les premiers biens sont la santé, le bien-être et tout ce qui peut nous être utile. Mais ce ne sont pas des biens au sens absolu ; au contraire, ce sont des ἀδιάφορα / adiáphora, « biens moralement neutres ». Le bien absolu se suffit à lui-même, il est le suprêmement utile. Il est découvert rationnellement par notre assentiment spontané à nos inclinations. C'est en considérant la nature universelle, en saisissant la volonté de la nature totale de se conserver que l'on comprend le bien comme raison universelle.

### La vertu
Pour les stoïciens, vertu et bien sont identiques. La vertu est désirable pour elle-même, elle est parfaite : elle est donc atteinte d'un coup, d'une manière complète, c'est-à-dire avec toutes ses parties. Ses parties sont, selon Zénon de Kition, des aspects d'une vertu fondamentale, la prudence. Qui a une vertu, les a toutes.

### Les passions
Mais les inclinations naturelles se pervertissent, sous l'influence du milieu social, et troublent l'âme : ce sont les passions. Pourtant, si l'âme est rationnelle, toute inclination n'est possible que si elle reçoit l'assentiment de la raison. Comment expliquer les passions ? La passion est une raison irrationnelle, un jugement qui nous dépossède de notre maîtrise : l'habitude et l'éducation nous persuadent par exemple que toute douleur est un mal. Mais ressentir la douleur physique et en éprouver de la peine (mal moral) sont deux choses différentes. Ainsi, le stoïcisme montre que les passions sont de mauvaises raisons de croire. L'opposition radicale entre raison et passions qu'on lui attribue n'est donc pas exacte : si les passions sont mauvaises, ce n'est pas en tant qu'elles sont différentes par nature de la raison, mais parce qu'elles sont plutôt des raisons égarées ; à l'inverse, la raison peut-être vue comme une passion droite.

### Finalité de l'éthique
La morale stoïcienne peut donc se résumer ainsi :
- chacun agit conformément à sa nature (τὸ καθῆκον / tò kathễkon), mais le sage agit toujours de façon parfaite (même dans des circonstances exceptionnelles, en commettant des actes que la moralité ordinaire réprouverait) :
  - la fin de cette morale est de vivre par des choix conformes à la raison universelle : vivre en suivant la nature, puisque tout arrive par la raison universelle. Cela permet d'atteindre l'apatheia (ἀπάθεια / apátheia), l'absence de passion, et l'ataraxie (ἀταραξία / ataraxía). Mais la sagesse est un idéal très difficile à atteindre.

### Le sage
À partir de là, les stoïciens définissent un modèle parfait de conduite, incarné par le sage :
- le sage choisit ce qui est conforme à la nature ;
- le sage accomplit un devoir parfait, c’est-à-dire qu’il accomplit sa fonction propre ;
- le sage est parfait en toute chose ;
- tous les autres hommes sont des « insensés » (stulti en latin).

Il n'y a pas de nuance entre la perfection du sage et le caractère insensé de la vie de tous les hommes. On peut donc dire que le stoïcisme recherche une transformation de l'homme dans sa totalité : un homme purement rationnel, non pas parce que ses passions seraient éteintes, mais parce qu'elles seraient elles-mêmes raison.

### La politique

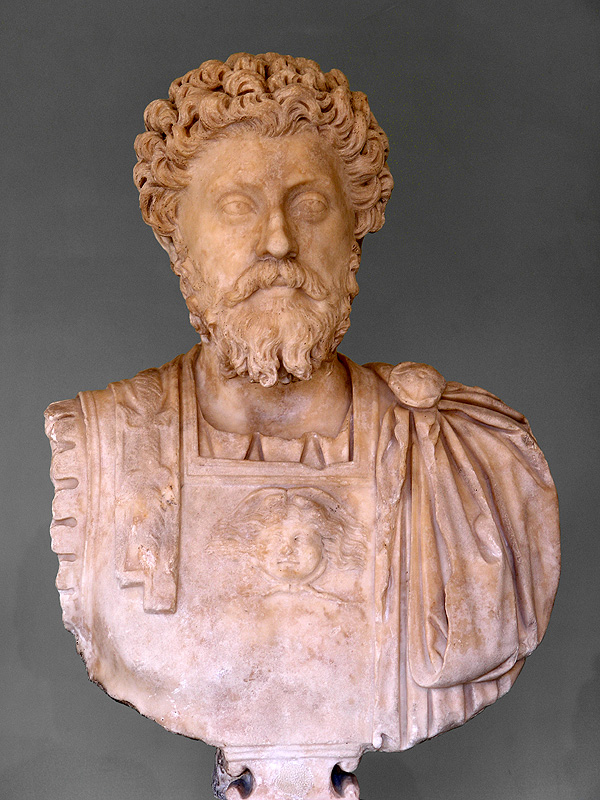
Marc Aurèle.

Dans la section sur les divisions de la philosophie, nous avons vu que Cléanthe faisait de la politique une division à part entière de la philosophie. Nous savons également que Zénon de Kition écrivit un livre sur la République particulièrement célèbre et admiré dans l'Antiquité. Plutarque nous en donne une idée par la description du but visé dans cet ouvrage perdu :

« La République, ouvrage très admiré de Zénon, tend à ce point principal unique, selon lequel nous ne devrions pas vivre répartis en cités ni en peuples, chacun étant défini par ses propres critères de la justice, mais que nous devrions considérer tous les hommes comme des compatriotes et des concitoyens, de sorte qu'il y ait un mode de vie et un monde uniques, comme pour un troupeau nourri ensemble dans le même pâturage, sous une loi commune. Zénon a écrit cela comme s'il avait brossé le tableau d'un songe ou d'une image représentant une bonne législation et une république philosophiques. »

— De la fortune d'Alexandre, 329 A - B

## La psychologie stoïcienne
Pour M. Pichat, Épictète enseigne que « ce qui trouble les hommes, ce ne sont pas les choses, mais les représentations qu’ils s'en font ». En un sens, pour les stoïciens, la projection dans le psychisme que constitue la représentation est une élaboration active de la pensée humaine. La représentation stoïcienne n’est pas une image mentale qui copierait au niveau sensoriel (représentation de choses) les caractéristiques de l’objet perçu ; au contraire, elle est une reconstruction mentale (Muller, 2006)[réf. souhaitée]. La représentation est ici pour les stoïciens le fruit du regard sensoriel (représentation  de chose) déformant que nous portons sur l’objet. Épictète fournit des exemples d’opérations de pensée (représentation de mot) qui sont constitutives de cette ré-élaboration psychique : « Non seulement nous sommes impressionnés par les objets sensibles lorsque nous les rencontrons, mais encore nous retenons certaines choses, nous en retranchons d’autres, nous ajoutons, nous composons certaines choses de nous-même, nous passons de certaines choses à d’autres, qui leur sont conjointes » (Épictète, Entretiens, I, 6, 10).
En ce sens, la représentation stoïcienne relève d’un processus qualifié par la psychologie de « descendant » : la représentation n’est pas une perception fidèle du réel, mais une reconstruction de celui-ci, fruit d’une série d’opérations de pensées altérantes. Ces opérations de pensée (représentation de mots) consistent à réaliser des actions mentales sur les caractéristiques des objets auxquels s’applique la perception : les informations issues de ces derniers sont sélectionnées, retenues ou non, coordonnées, comparées, transposées, pondérées différemment, hiérarchisées, etc.
Notons l'écho que la notion stoïcienne de représentation entretient avec la théorie moderne des biais cognitifs (Kahneman, Tversky, 2000), objet d’une intense activité de recherche de la psychologie cognitive. Les biais cognitifs sont en effet des modes singuliers d’analyse des caractéristiques du réel, des erreurs du traitement de l’information (pourtant) disponible, conduisant à des distorsions représentationnelles et à des perceptions non conformes au réel ( théorisée kantienne).

## Influence du stoïcisme
L'influence du stoïcisme sur les cultures grecque et romaine fut considérable, si bien que rares furent les penseurs antiques qui ne critiquèrent pas cette doctrine.
Cette influence continua même après la conversion de l'Occident au christianisme, certains monastères ayant ainsi érigé le manuel d'Épictète, quelque peu modifié, en règlement intérieur.
Le stoïcisme se perpétua aussi dans la pensée de philosophes français tels Descartes, qui déclara qu' « il vaut mieux changer ses désirs plutôt que l'ordre du monde » , ou, dans une optique chrétienne, chez Pascal et, plus proche encore de nous, dans celle d'Émile Bréhier, dont la vie et les études sont fortement teintées de stoïcisme. Dans le développement de son modèle thérapeutique, Albert Ellis s'est inspiré du stoïcisme pour construire la thérapie rationnelle-émotive.

### Répertoires de ressources philosophiques antiques
- - Bibliotheca Classica Selecta
  - Cnrs
  - Remacle
  - Site Académique Toulouse

### Éditions
- Stoïcorum Veterum Fragmenta (S.V.F.), éd. par Hans von Arnim, 4 vol. Leipzig, 1903-1924. T. I : Zeno et Zenonis discipuli, 1905 ; t. II : Chrysippi fragmenta logica et physica, Leipzig, 1903 ; t. III : Chrysippi fragmenta moralia. Fragmenta successorum Chrysippi. Leipzig, 1904 ; t. IV : Indices, éd. par M. Adler. Leipzig, 1924. C'est l'édition de référence, en grec.
- Die Fragmente zur Dialektik der Stoiker, éd. par Karlheinz Hülser, 4 vol. Frommann-Holzboog, Stuttgart-Bad Cannstatt 1986-1987  (ISBN 3-7728-1034-9).
- Les Stoïciens : Diogène Laërce, Plutarque, Cicéron, Sénèque, Épictète, Marc Aurèle, éd. par P.-M. Schuhl et É. Bréhier, Paris, Gallimard, coll. "Pléiade", 1962  (ISBN 2-07-010541-5)
- Les Stoïciens. Choix de textes, éd. par Jean Brun. Paris, P.U.F., 1966.
- Les philosophes hellénistiques, tome II : Les Stoïciens, éd. par Anthony A. Long et David N. Sedley (1986), trad., Garnier-Flammarion, 2001. Toutes les citations de cet article sont empruntées à cet ouvrage.
- Fragments of the Early Stoics (FESt), 6 vol., éd. par Christian Vassallo, Université de Turin, https://www.degruyterbrill.com/serial/fest-b/html

### Sources
- Chrysippe Chrysippe — Œuvre philosophique, édité par Charles Dufour, deux volumes parus (fragments sur la logique et la physique), Les Belles Lettres, Paris, 2004.
- Cicéron :
  - Premiers Académiques
  - Des fins des biens et des maux (livre III) [lire en ligne]
  - Tusculanes [lire en ligne]
  - De natura deorum [détail des éditions] [lire en ligne]
  - Du destin [lire en ligne]
- Cléanthe, Hymne à Zeus [lire en ligne]
- Diogène Laërce, Vies, doctrines et sentences des philosophes illustres [détail des éditions], VII
- Épictète :
  - Entretiens
  - Manuel [lire en ligne]
- Marc Aurèle, Pensées pour moi-même [lire en ligne]
- Plutarque :
  - Des contradictions des Stoïciens [lire en ligne]
  - Des notions communes, contre les Stoïciens [lire en ligne]
- Sénèque, voir la liste de ses œuvres [lire en ligne]
- Sextus Empiricus, Contre les professeurs

### Études
- Baillot Alexandre-François, « Aperçus sur le stoïcisme », dans Revue philosophique, janv.-mars 1952, p. 14-30.
- Bevan Edwyn, Stoïciens et Sceptiques (traduit par L. Baudelot). Paris, Les Belles Lettres, 1927.
- Bréhier Émile, Chrysippe et l'ancien stoïcisme. Paris, 1910, rééd. P.U.F., 1951.
- Bréhier Émile, La théorie des incorporels dans l'ancien stoïcisme. Paris, A. Picard & fils, 1908, rééd. 1953 et 1980.
- Bréhier Émile, Études de philosophie antique. Paris, P.U.F., 1955.
- Bridoux André, Le stoïcisme et son influence. Paris, Librairie philosophique J. Vrin, 1965.
- Brochard Victor, Études de philosophie ancienne et moderne. Paris, Librairie philosophique J. Vrin, 1974.
- Brun Jean, Le stoïcisme. Paris, P.U.F., coll. Que sais-je ?, 1958, 2° éd., 1961.
- Brunschwig Jacques, Les Stoïciens et leur logique. Paris, Librairie philosophique J. Vrin, 1978, deuxième édition revue 2006.
- (en) Colish Marcia L., The Stoic Tradition from Antiquity to the early Middle Ages (coll. « Studies in the History of Christian Thought », 34-35), 2 vol., Leyde, Brill, 1985.
- Daraki Maria, Une religiosité sans Dieu : essai sur les Stoïciens d'Athènes et saint Augustin. Paris, La Découverte, 1989.
- Duhot Jean-Joël, La conception stoïcienne de la causalité. Paris, Librairie philosophique J. Vrin, 1989.
- Duhot Jean-Joël, Épictète et la sagesse stoïcienne. Paris, 1996, rééd. poche, 2003.
- Fiasse Gaëlle, Les fondements de la philanthropie dans le nouveau stoïcisme. Deux cas concrets : l’esclavage et la gladiature. Paris, P.U.F., 2002.
- Goldschmidt Victor, Le système stoïcien et l'idées de temps. Paris, Librairie philosophique J. Vrin, 1953, éd. augm. 1979.
- Gourinat Jean-Baptiste, Les Stoïciens et l'âme. Paris, P.U.F., 1996.
- Gourinat Jean-Baptiste, La dialectique des Stoïciens. Paris, Librairie philosophique J. Vrin, 2000.
- Hamelin Octave, « Sur la logique des Stoïciens », dans Année philosophique, 12 (1902), p. 13-26.
- Laffranque Marie, Poseidonios d'Apamée. Essai de mise au point. Paris, P.U.F., 1964.
- Lévy Carlos, Les philosophies hellénistiques. Paris, Librairie générale française (Livre de poche), 1997.
- Lombard, Jean, La leçon de philosophie de Socrate à Épictète, Lecture des Entretiens, Paris, L'Harmattan, 2017.
- Lombard, Jean, L'enseignement philosophique de Sénèque. Lecture des Lettres à Lucilius, Paris, L'Harmattan, 2023.
- Lombard, Jean, L'éducation de soi dans la philosophie de Marc Aurèle. Lecture des Pensées, Paris, L'Harmattan, 2025.
- Martha Constant, Les moralistes sous l'Empire romain. Philosophes et poètes. Paris, Hachette, 1866 (prénommé par erreur Charles dans cette édition).
- Meyer Herman, « Le prolongement de la logique stoïcienne dans la logique contemporaine », dans Revue philosophique, 3 (1956), p. 387-392.
- Moreau Joseph, L'âme du monde de Platon aux Stoïciens. Paris, Les Belles Lettres, 1939.
- Moreau Joseph, Épictète ou le secret de la liberté. Paris, Seghers, 1964.
- Ogereau François, Essai sur le système des Stoïciens. Paris, F. Alcan, 1885 ; réédition augmentée (par J.-B. Gourinat & G. Romeyer Dherbey). Paris, J. Vrin, Encre marine, 2002.
- Ravaisson Félix, Essai sur le stoïcisme. Paris, Académie des inscriptions et belles-lettres, 1857.
- Pichat Michaël, La psychologie stoïcienne. Paris, L'Harmattan, 2013.
- Renan Ernest, Marc-Aurèle ou la fin du monde antique. Paris, Calmann-Lévy, 1881 ; rééd. Bartillat, Omnia, 2010.
- Léon Robin, La morale antique, Paris, P.U.F., 1947 (2e édition revue et corrigée) (1re éd. 1938) (lire en ligne).
- Rodis-Lewis Geneviève, La morale stoïcienne. Paris, P.U.F., 1970.
- Roussot Thomas et Chabert Annabelle, Marc-Aurèle et l'Empire romain. Paris, L'Harmattan, 2005.
- Rodríguez López, Rosalía, “Las viejas estoicas romanas”, Edades Vulnerables. La infancia y la vejez en el Mediterráneo antiguo, Oviedo 2019, pp. 299-324.
- Schuhl Pierre-Maxime, Le Dominateur et les possibles. Paris, P.U.F., 1960.
- Virieux-Reymond Antoinette, La logique et l'épistémologie des Stoïciens (…). Chambéry, Impr. réunies, 1949.
- Voelke André-Jean, L'idée de volonté dans le stoïcisme. Paris, P.U.F., 1973.
- (en) éditeur Brad Inwood, The Cambrige Companion to the Stoics, Cambridge University Press, 2009
- (en) David Sedley, « The School, from Zeno to Arius Didymus », dans The Cambrige Companion to the Stoics, 2009
- (en) Keimpe Algra, « Stoic Theology », dans The Cambrige Companion to the Stoics, 2009
- Jean-Christophe Courtil, Sapientia contemptrix doloris : le corps souffrant dans l'œuvre philosophique de Sénèque, Bruxelles, Latomus, 2015.  (ISBN 978-90-429-3281-4).